# ヘレスCD
ヘレスCD SAD（Xerez Club Deportivo S. A. D.）は、スペイン・アンダルシア州カディス県ヘレス・デ・ラ・フロンテーラを本拠地としているサッカークラブ。2019-20シーズンはテルセーラ・ディビシオン（4部）に所属している。
1975年のリザーブチームとしてヘレスCD Bが設立された。カテゴリアス・レヒオナレス（5部以下相当）に所属している。

## 歴史

### 黎明期から戦後
20世紀初頭、ウィリアム&ハンバート・ワイナリーで働いていたトーマス・スペンサーがソシエダ・ヘレスFBC(Sociedad Jerez Foot-Ball Club)を設立し、スペンサーが選手（キャプテン）兼会長に就任。このクラブは1946年まで存在したが、1947年にCDヘレス(Club Deportivo Jerez)と合併してヘレスCD(Jerez Club Deportivo)に落ちつき、1960年に現行のヘレスCD（Xerez Club Deportivo、綴り違い）に改名した。1953-54シーズンにはクラブ史上初めてセグンダ・ディビシオン（2部）に参戦し、5シーズンの間セグンダでプレーした。1940年代にはピッチ上で昇格の資格を得る成績を残したが、フランコ政権下の「国家の強い関心」によってエスパーニャ・デ・タンヘルFCにその座を奪われたことがあった。

### セグンダ定着とトップリーグ昇格
1988年7月10日、新スタジアムのエスタディオ・ムニシパル・デ・チャピンが完成したため、エスタディオ・ドメクからホームスタジアムを変更し、レアル・マドリードとの間で落成記念親善試合が行われた。セグンダやセグンダ・ディビシオンB（3部相当）で長期間過ごした後、2001-02シーズンにはクラブ史上初のプリメーラ・ディビシオン（1部）昇格が確実なものと思われたが、シーズンが終盤に向かうにつれて劇的に調子を落とした。ラスト8試合で勝ち点4しか挙げられず、結局は4位に終わって昇格は果たせなかった。このシーズンから6シーズン連続で10位以内を維持したが、2007-08シーズンは不本意な15位という成績に終わった。2008-09シーズンは、2008年11月2日のレアル・ムルシア戦に5-3で勝利してから調子を上げ、2009年1月から2月にかけて5連勝、4月から5月にかけて7連勝を達成した。シーズンを通して昇格圏内を維持し、2009年6月13日のSDウエスカ戦(2-1)に勝利してクラブ史上初のプリメーラ昇格を決めた。2位で迎えたシーズン最終節のセルタ・デ・ビーゴ戦(1-1)は引き分けに終わったが、首位のCDテネリフェがCDカステリョンに1-2で敗れたため、勝ち点82でセグンダ優勝を果たした。モモ、アントニート、マリオ・ベルメホの3人が二桁得点を記録し、総得点・総失点ともにリーグ4位というバランスの良さが昇格につながった。

### 初のプリメーラ挑戦とその後
2009-10シーズン、主力の多くがレンタルバックなどで退団し、プレシーズン開幕時には登録選手が12人まで減る事態だった が、8月の最終週に8選手と契約して人数を揃えた。開幕から4戦を無得点（11失点）で4連敗し、早々と降格候補筆頭に挙げられた。5節のRCDエスパニョール戦(0-0)でようやくシーズン初勝ち点を挙げ、6節のマラガCF戦(1-1)でシーズン初得点を挙げたが、1991-92シーズンにレアル・ソシエダが記録した開幕からの最長無得点記録を更新することになった。2009年10月18日、ビジャレアルCF戦(2-1)でシーズン初勝利を挙げたとはいえ、前半戦は1勝5分13敗と散々な成績だったが、2010年1月にネストル・ゴロシート監督が就任すると、後半戦は7勝5分7敗の好成績を残し、最終節まで残留の可能性を残した。最終節はCAオサスナとの対戦であったが、1-1と引き分けに終わり、最下位でセグンダ降格となった。
2012-13シーズン、セグンダで最下位の22位に終わり、また慢性的な財政難でもあったことから、セグンダB（3部）ではなくテルセーラ（4部）へと降格した。

### 名称の変遷
- ヘレスFC(Xerez Fútbol Club) 1907–1946
- CDヘレス(Club Deportivo Jerez) 1942-1946
- ヘレスCD(Xerez Club Deportivo) 1947–

ヘレスFCとCDヘレスが合併してヘレスCDが誕生した。

## タイトル
- セグンダ・ディビシオン 1回

2008–09
- セグンダ・ディビシオンB 2回

1981–82, 1985–86
- テルセーラ・ディビシオン 5回

1952–53, 1959–60, 1964–65, 1966–67, 1970–71

## 成績

### 近年の成績
| シーズン | ディビジョン | 順位 | 試合数 | 勝 | 分 | 敗 | 得点 | 失点 | 勝ち点 | コパ・デル・レイ | 備考           |
| -------- | ------------ | ---- | ------ | -- | -- | -- | ---- | ---- | ------ | ---------------- | -------------- |
| 2002–03  | セグンダ     | 6    | 42     | 17 | 13 | 12 | 55   | 53   | 64     | ベスト16         |                |
| 2003–04  | セグンダ     | 9    | 42     | 12 | 18 | 12 | 47   | 49   | 54     | 3回戦敗退        |                |
| 2004–05  | セグンダ     | 8    | 42     | 14 | 17 | 11 | 39   | 36   | 59     | 2回戦敗退        |                |
| 2005–06  | セグンダ     | 7    | 42     | 18 | 13 | 11 | 60   | 46   | 67     | 5回戦敗退        |                |
| 2006–07  | セグンダ     | 8    | 42     | 16 | 10 | 16 | 47   | 42   | 58     | ベスト32         |                |
| 2007–08  | セグンダ     | 15   | 42     | 12 | 16 | 14 | 47   | 56   | 52     | ベスト32         |                |
| 2008–09  | セグンダ     | 1    | 42     | 24 | 10 | 8  | 73   | 42   | 82     | 2回戦敗退        | プリメーラ昇格 |
| 2009–10  | プリメーラ   | 20   | 38     | 8  | 10 | 20 | 38   | 66   | 34     | ベスト32         | セグンダ降格   |
| 2010–11  | セグンダ     | 8    | 42     | 17 | 9  | 16 | 65   | 51   | 60     | ベスト32         |                |
| 2011–12  | セグンダ     | 14   | 42     | 13 | 11 | 18 | 50   | 66   | 50     |                  |                |
| 2012–13  | セグンダ     | 22   | 42     | 7  | 9  | 26 | 38   | 74   | 30     |                  | テルセーラ降格 |

### 過去の成績
| シーズン | ディビジョン | 順位 | コパ・デル・レイ |
| -------- | ------------ | ---- | ---------------- |
| 1947-48  | レヒオナレス | 2位  | -                |
| 1948-49  | レヒオナレス | 1位  | -                |
| 1949-50  | テルセーラ   | 7位  | -                |
| 1950-51  | テルセーラ   | 6位  | -                |
| 1951-52  | テルセーラ   | 10位 | -                |
| 1952-53  | テルセーラ   | 1位  | -                |
| 1953–54  | セグンダ     | 11位 | -                |
| 1954–55  | セグンダ     | 6位  | -                |
| 1955–56  | セグンダ     | 12位 | -                |
| 1956–57  | セグンダ     | 10位 | -                |
| 1957–58  | セグンダ     | 16位 | -                |
| 1958-59  | テルセーラ   | 2位  | -                |
| 1959-60  | テルセーラ   | 1位  | -                |
| 1960-61  | テルセーラ   | 2位  | -                |
| 1961-62  | テルセーラ   | 2位  | -                |
| 1962-63  | テルセーラ   | 12位 | -                |
| 1963-64  | テルセーラ   | 2位  | -                |
| 1964-65  | テルセーラ   | 1位  | -                |
| 1965-66  | テルセーラ   | 3位  | -                |

| シーズン | ディビジョン | 順位 | コパ・デル・レイ |
| -------- | ------------ | ---- | ---------------- |
| 1966-67  | テルセーラ   | 1位  | -                |
| 1967–68  | セグンダ     | 12位 | ラウンド32       |
| 1968-69  | テルセーラ   | 7位  | -                |
| 1969-70  | テルセーラ   | 2位  | 1回戦敗退        |
| 1970-71  | テルセーラ   | 1位  | 3回戦敗退        |
| 1971–72  | セグンダ     | 19位 | 4回戦敗退        |
| 1972-73  | テルセーラ   | 6位  | 2回戦敗退        |
| 1973-74  | テルセーラ   | 16位 | 1回戦敗退        |
| 1974-75  | テルセーラ   | 5位  | 3回戦敗退        |
| 1975-76  | テルセーラ   | 7位  | 2回戦敗退        |
| 1976-77  | テルセーラ   | 8位  | 2回戦敗退        |
| 1977–78  | セグンダB    | 7位  | 2回戦敗退        |
| 1978–79  | セグンダB    | 7位  | 2回戦敗退        |
| 1979–80  | セグンダB    | 13位 | 1回戦敗退        |
| 1980–81  | セグンダB    | 8位  | -                |
| 1981–82  | セグンダB    | 1位  | 1回戦敗退        |
| 1982–83  | セグンダ     | 19位 | 3回戦敗退        |
| 1983–84  | セグンダB    | 6位  | ベスト16         |
| 1984–85  | セグンダB    | 6位  | 1回戦敗退        |

| シーズン  | ディビジョン | 順位 | コパ・デル・レイ |
| --------- | ------------ | ---- | ---------------- |
| 1985–86   | セグンダB    | 1位  | 3回戦敗退        |
| 1986–87   | セグンダ     | 6位  | 1回戦敗退        |
| 1987–88   | セグンダ     | 9位  | 3回戦敗退        |
| 1988–89   | セグンダ     | 12位 | 4回戦敗退        |
| 1989–90   | セグンダ     | 10位 | 2回戦敗退        |
| 1990–91   | セグンダ     | 20位 | 3回戦敗退        |
| 1991–92   | セグンダB    | 8位  | 1回戦敗退        |
| 1992–93   | セグンダB    | 2位  | 4回戦敗退        |
| 1993–94   | セグンダB    | 5位  | 2回戦敗退        |
| 1994–95   | セグンダB    | 9位  | 1回戦敗退        |
| 1995–96   | セグンダB    | 11位 | -                |
| 1996–97   | セグンダB    | 2位  | -                |
| 1997–98   | セグンダ     | 21位 | 3回戦敗退        |
| 1998–99   | セグンダB    | 11位 | 1回戦敗退        |
| 1999–2000 | セグンダB    | 3位  | -                |
| 2000–01   | セグンダB    | 3位  | ベスト32         |
| 2001–02   | セグンダ     | 4位  | 3回戦敗退        |
| 2002–03   | セグンダ     | 6位  | ベスト16         |
| 2003–04   | セグンダ     | 9位  | 3回戦敗退        |

| シーズン | ディビジョン | 順位 | コパ・デル・レイ |
| -------- | ------------ | ---- | ---------------- |
| 2004–05  | セグンダ     | 8位  | 2回戦敗退        |
| 2005–06  | セグンダ     | 7位  | 5回戦敗退        |
| 2006–07  | セグンダ     | 9位  | ベスト32         |
| 2007–08  | セグンダ     | 15位 | ベスト32         |
| 2008–09  | セグンダ     | 1位  | 2回戦敗退        |
| 2009–10  | プリメーラ   | 20位 | ベスト32         |
| 2010–11  | セグンダ     | 8位  | ベスト32         |
| 2011–12  | セグンダ     | 14位 | 2回戦敗退        |
| 2012–13  | セグンダ     | 22位 |                  |

- 1シーズン - プリメーラ・ディビシオン（1部）
- 25シーズン - セグンダ・ディビシオン（2部）
- 17シーズン - セグンダ・ディビシオンB（3部相当、1977年創設）
- 21シーズン - テルセーラ・ディビシオン（4部相当、1977年以前は3部相当）
- 2シーズン - ディビシオネス・レヒオナレス（5部相当、1977年以前は4部相当）

## 歴代会長
| - 1947–48: シクスト・デ・ラ・カジェ - 1948–49: ルイス・ソト - 1949–51: アントニオ・ルエーダ - 1951–52: シクスト・デ・ラ・カジェ - 1952–54: アルベルト・ドゥラン - 1954–56: ラファエル・カリス - 1956–59: ホセ・ベニテス - 1959: フランシスコ・パス - 1959–60: ヘスス・グランデス - 1960–61: マヌエル・サントラージャ - 1961–63: パブロ・ポーロ - 1963–64: フランシスコ・パス - 1964–66: パブロ・ポーロ - 1966: ラファエル・カリス - 1966–67: エリベルト・ソリニス | - 1967–68: マヌエル・ロブレス - 1968–71: アンドレス・レジェス - 1971–72: ホセ・ガルシア・ヌニェス - 1989–92: エリオドロ・ウアルテ - 1992–97: ペドロ・パチェコ - 1997–2002: ルイス・オリベル - 2002–04: ホセ・マリア・ヒル - 2004–08: ホアキン・モラレス - 2008–09: ホアキン・ビルバオ - 2009: カルロス・デ・オスマ - 2010: フェデリコ・ソウサ - 2011–12: アントニオ・ミジャン - 2012: ヘスス・ゴメス - 2012–2013: ラファエル・マテオス - 2013-: リカルド・ガルシア・サンチェス |

## 歴代監督
- チュス・ペレダ 1995-1996
- ベルント・シュスター 2001-2003
- エステバン・ビーゴ[8][9][10] 2003-2004
- ルーカス・アルカラス 2005-2006
- エステバン・ビーゴ 2008-2009
- ホセ・アンヘル・シガンダ 2009-2010
- ネストル・ゴロシート[11] 2010
- ハビ・ロペス 2010-2011
- フアン・メリノ 2011
- ビセンテ・モレノ 2011-2012
- エステバン・ビーゴ 2012-2013
- カルロス・リオス 2013
- ダビド・ビダル 2013
- パコ・ペーニャ 2013
- アントニオ・マヌエル・ラセロ・カベッロ 2013
- フランシスコ・イゲラ 2013-2014
- パコ・ペーニャ 2014
- ヘスス・メンドーサ 2014-2015
- ビセンテ・バルガス 2015-2016
- フアン・カルロス 2019-2020

## 歴代所属選手
GK
- ルイス・ガルシア・コンデ 2001-2002
- フアン・ルイス・モラ 2002-2003
- トニ・ダブラス 2003-2004
- ステファン・ポラト 2007-2009
- レナン 2009-2010

DF
- アレクサンダー・クチェラ 2001-2003
- ダビド・プリエト 2006-2007, 2009-2010, 2012-2013
- ビクトール・サンチェス 2009-2010

MF
- デヴィッド・ホジソン 1987-1988
- エミリオ・ビケイラ 2000-2002, 2008-2010
- イゴール・ムサ 2002-2004
- アバス・ラワル 2004-2005
- ハビエル・カムニャス 2004-2007
- ルーベン・パソス 2004-2007
- マルコ・ナバス 2006-2009
- アベル・アギラール 2007-2008
- ホセ・マリ 2010-2013
- シディ・ヤヤ・ケイタ 2009-2010, 2012-2013
- ビセンテ・モレノ[12] 2000-2011
- カピ 2010-2012

FW
- ダニエル・グイサ 1998-1999
- ジョルディ・ラルディン 2001-2002
- イバン・ロサード 2005-2006
- アレサンドレ・ヘイホ 2005-2007
- イスマエル 2005-2007
- アントニート[12] 2007-2011
- モモ 2008-2010
- マリオ・ベルメホ 2008-2011
- ジョジー・アルティドール 2009